# Урбнісі
Урбнісі (груз. ურბნისი) — античне і ранньосередньовічне місто в  Грузії, нині село, що входить в Карельський муніципалітет краю Шида-Картлі. Є також духовним центром Урбніської єпархії. Розташований на лівому березі річки Кура, в 10 кілометрів на захід від міста Горі.

## Історія
Був в минулому значущим містом  Іберії. Археологічні дослідження показали, що дана місцевість була заселена вже в 3-му тисячолітті до нашої ери. Поселення росло, і в IV столітті до н. е. стало містом з процвітаючою торгівлею і культурою. Руїни фортеці, багатих лазень, язичницьких святилищ і навіть  синагоги свідчать про важливість міста. Знайдено також обпалені структури і округлі камені, використовувані для катапульт, що, ймовірно, говорить про облогу і занепад поселення в середині III століття до н. е.
Нова епоха в житті Урбнісі почалося зі наверненням Іберії в християнство. З цих часів місто стає великим центром грузинської православної культури. З VI по VII століття навколо міста зведена система укріплень: земляний вал з саманного цегли-сирцю з вежами-контрфорсами, що мають вікна і з'єднаними між собою ходами. Це, однак, не завадило,  арабському полководцеві  Марвану (халіф з 744 по 750 рік) захопити місто в 730-ті роки. Після вторгнення Урбнісі перетворився в невелике село. Проте, продовжував функціонувати монастир  Святого Стефана як центр грузинської православної  єпархії.

## Пам'ятки
У монастирі знаходиться трехнефна базиліка VI—VII століття, яка перебудована двічі — в X і XVII століттях. Це нехитрий і великий храм на дванадцяти міцних стовпах на трьох нефах. На стінах монастиря чимало написів, які вважаються древніми зразками  грузинської писемності VI—VII століття.
Біля села є купольний храм Руісі (VII—IX століття), який служить центром Урбніської і Руіської єпархії, що відноситься до  Грузинської православної церкви.
І монастир, і храм відомі помісним церковним собором, скликаними тут в 1103—1104 роки грузинським царем  Давидом IV для вирішення проблем в духовній ієрархії.

## Наукові дослідження
У 1953—1955 в поселенні були проведені радянські археологічні розкопки, в ході яких, крім руїн міських кварталів, виявлені ранньосередньовічні і античні могильники, сліди будівель ранньої  залізної і  бронзової доби, два неолітичних поселення землеробів.